# Liste von Burgen und Schlössern im Landkreis Neustadt an der Waldnaab
Diese Liste enthält Schlösser, Burgen, Turmhügelburgen und Burgställe im Landkreis Neustadt an der Waldnaab, und zwar sowohl existente Bauwerke als auch teilzerstörte Bauten, Ruinen und abgegangene befestigte Bauwerke.

## Schlösser
- Schloss Altenhammer (Schlössl)
- Schloss Altenstadt (abgegangen)
- Schloss Altenweiher (abgegangen)
- Schloss Burggrub
- Schloss Burgtreswitz
- Schloss Dießfurth
- Schloss Dietersdorf
- Schloss Döltsch (abgegangen)
- Schloss Enzenrieth
- Schloss Ernstfeld
- Schloss Eschenbach
- Altes Schloss Eslarn (abgegangen)
- Neues Schloss Eslarn (abgegangen)
- Schloss Feilershammer
- Schloss Filchendorf
- Altes Schloss Floß
- Neues Schloss Floß
- Schloss Frankenreuth
- Schloss Friedrichsburg
- Schloss Gebhardsreuth (abgegangen)
- Schloss Georgenberg (abgegangen)
- Schloss Gröbenstädt (abgegangen)
- Schloss Grub
- Schloss Hammergänlas (abgegangen)
- Schloss Hammergmünd
- Schloss Hellzichen (abgegangen)
- Schloss Hopfennohe (abgegangen)
- Schloss Illsenbach
- Schloss Kaimling
- Schloss Kalmreuth
- Schloss Kirchenthumbach (abgegangen)
- Schloss Leuzenhof (abgegangen)
- Schloss Metzenhof (abgegangen)
- Hammerschloss Neuenhammer
- Altes Schloss Neustadt an der Waldnaab
- Neues Schloss Neustadt an der Waldnaab
- Schloss Ödkührieth (abgegangen)
- Schloss Pechhof (abgegangen)
- Schloss Pfrentsch (abgegangen)
- Schloss Pirk (Neues Schloss)
- Schloss Portenreuth (abgegangen)
- Altes Schloss Püchersreuth (abgegangen)
- Neues Schloss Püchersreuth
- Schloss Roggenstein (Ruine)
- Hammerschloss Röthenbach
- Schloss Rupprechtsreuth
- Schloss Schirmitz (abgegangen)
- Schloss Schlammersdorf
- Schloss Schloßfrankenohe
- Schloss Steinfels
- Schloss Tagmanns
- Schloss Thurndorf (abgegangen)
- Schloss Trippach (teilweise abgegangen)
- Schloss Troschelhammer
- Schloss Untermantel
- Schloss Unterwildenau
- Schloss Vorbach (abgegangen)
- Schloss Waldau
- Altes Schloss Waldthurn (abgegangen)
- Neues Schloss Waldthurn
- Schloss Waltenrieth
- Schloss Weihersberg
- Schloss Windischeschenbach (abgegangen)
- Schloss Wolframshof
- Schloss Zintlhammer

## Burgen und Ruinen
- Burg Altentreswitz (abgegangen)
- Burgruine Flossenbürg
- Burgruine Leuchtenberg
- Burg Marnstein (abgegangen)
- Burg Neuhaus
- Burg Oberbibrach
- Burgruine Parkstein
- Burg Pleystein (abgegangen)
- Burg Rauhenkulm (abgegangen)
- Burgruine Schellenberg
- Burg Schlechtenkulm (abgegangen)
- Burg Störnstein (abgegangen)
- Burg Tännesberg (abgegangen)
- Burg Thurndorf (abgegangen)
- Burg Treswitz
- Burg Waldau

## Turmhügelburgen
Alle abgegangen:
- Turmhügel Engleshof
- Turmhügel Hütten
- Turmhügel Kühbach
- Turmhügel Lückenrieth
- Turmhügel Mantel
- Turmhügel Oberlind
- Turmhügel Pirk
- Turmhügel Püchersreuth
- Turmhügel Rastenhof
- Turmhügel Römersbühl
- Turmhügel Rotzendorf
- Turmhügel Schanzel
- Turmhügel Theisseil
- Turmhügel Trebsau

## Burgställe
Abgegangene, unbekannte Burgen:
- Burgstall Altes Haus (Roggenstein)
- Burgstall Altes Schloss (Waidhaus)
- Burgstall bei Ernstfeld
- Burgstall Bergfried
- Burgstall Etzenricht
- Burgstall Galgenranken
- Burgstall Ginghaus
- Burgstall Gleißenthal
- Burgstall Grafenwöhr
- Burgstall Haselstein
- Burgstall Kirchberg
- Burgstall Kronsburg
- Burgstall Kunzenstein
- Burgstall Mühlberg
- Burgstall Preißach
- Burgstall Roschau
- Burgstall Unternankau
- Burgstall Windischeschenbach